# Кочова, Даниэла
Даниэла Кочова (словац. Daniela Kotschová, род. 19 сентября 1985 года, Попрад, Чехословакия) — словацкая лыжница, участница Олимпийских игр в Сочи. Специализируется в спринтерских гонках.
В Кубке мира Кочова дебютировала 1 марта 2008 года, с тех пор стартовала в 6-ти гонках в рамках Кубка мира, причём исключительно в спринте, но не поднималась в них выше 48-го места и кубковых очков не завоёвывала. Более успешно выступает в Славянском кубке, где по результатам сезона 2012/13 смогла занять первое место в общем зачёте.
На Олимпийских играх 2014 года в Сочи стала 55-й в спринте и 14-й в командном спринте.
За свою карьеру принимала участие в одном чемпионате мира. На чемпионате мира 2013 года заняла 66-е место в спринте.
Использует лыжи производства фирмы Fischer.